# 上手村
上手村（うえでむら）は山梨県北巨摩郡にあった村。現在の北杜市明野町上手にあたる。

## 地理
- 河川：釜無川、塩川

## 歴史
- 1889年（明治22年）7月1日 - 町村制の施行により、近世以来の上手村が単独で自治体を形成。
- 1955年（昭和30年）3月1日 - 小笠原村・朝神村と合併して明野村が発足。同日上手村廃止。

## 交通

### 道路
現在は旧村域を中央自動車道が通過するが、当時は未開通。